# Michel Petrucciani (film)
Pour l’article homonyme, voir Michel Petrucciani.
Pour plus de détails, voir Fiche technique et Distribution.
Michel Petrucciani est un documentaire musical franco-italo-allemand réalisé par Michael Radford, sorti en 2011.

## Synopsis
Le film retrace le parcours du célèbre musicien de jazz français Michel Petrucciani (1962-1999).

## Fiche technique
- Titre : Michel Petrucciani
- Réalisation : Michael Radford
- Scénario : Michael Radford
- Photographie : Sophie Maintigneux
- Montage : Yves Deschamps
- Pays d'origine :  France,  Italie,  Allemagne
- Genre : documentaire, musical
- Durée : 102 minutes
- Dates de sortie : 17 août 2011

## Distribution
- Michel Petrucciani : lui-même

## Autour du film
- Le film a été présenté en séance spéciale au Festival de Cannes 2011.